# 上尾市立瓦葺中学校
上尾市立瓦葺中学校（あげおしりつ かわらぶきちゅうがっこう）は、埼玉県上尾市瓦葺にある公立中学校。

## 概要
生徒の間では、「葺中（ぶきちゅう）」とよく言われている。全校生徒は約300〜350人。1学年4クラス。
校章の由来は、大きく羽ばたくシラコバトのようにこの瓦葺中も躍進するようにという思いが込められている。「瓦葺」という文字が中心にあり、それは父母の暖かい手によって守られている瓦葺中を表現している。
男子の制服は学生服。女子の制服はブレザー。

## 教育目標
- 明るく心豊かな生徒
- たくましく進んで汗を流す生徒
- まじめに学習に取り組む生徒

## 歴史
- 1976年4月1日 - 上尾市立瓦葺中学校として開校
- 1976年11月5日 - 落成記念式典・校旗・校歌発表
- 1986年11月1日 - 10周年記念式典を挙行
- 1991年3月31日 - 武道館完成
- 1996年11月2日 - 20周年記念式典を挙行
- 2005年11月22日 - 上尾市教育委員会研究委託「学校図書館教育」本発表
- 2006年4月23日 - 読書活動優秀実践校文部科学大臣表彰受賞
- 2006年11月7日 - 30周年記念式典を挙行
- 2009年9月1日 - 校内壁面、及びトイレの補修工事完了

## 校歌
- 上尾市立瓦葺中学校校歌
  - 作詞:宮沢章二、作曲:岩河三郎

## 部活動

### 運動部
- 野球部
- 男・女ソフトテニス部
- 男・女バスケットボール部
- バドミントン部
- 卓球部(男子のみ)
- 陸上部
- 女子バレーボール部

### 文化部
- 美術部
- 吹奏楽部

## 生徒会

### 生徒会本部
- 会長
- 副会長
- 書記
- 会計

### 専門委員会
- 環境委員会
- 生活体育委員会（令和5年合併）
- 給食委員会
- 広報委員会
- 図書委員会
- 保健委員会
- 選挙管理委員会
- 学級委員会